# جيمي آدم
جيمي آدم (بالإنجليزية: Jimmy Adam)‏ (13 مايو 1931 في المملكة المتحدة - ) هو لاعب كرة قدم بريطاني في مركز الوسط. لعب مع أستون فيلا وستوك سيتي ونادي فالكيرك ونادي لوتون تاون ونادي هيبرنيان ونادي ألدرشوت وسبنيمور يونايتد ‏.

## وصلات خارجية
- جيمي آدم على موقع قاعدة بيانات كرة القدم.إي يو (الإنجليزية)